# Carex nakasimae
Carex nakasimae är en halvgräsart som beskrevs av Jisaburo Ohwi. Carex nakasimae ingår i släktet starrar, och familjen halvgräs. Inga underarter finns listade i Catalogue of Life.